# Okres Dolný Kubín
Der Okres Dolný Kubín ist eine Verwaltungseinheit im Norden der Slowakei mit 38.726 Einwohnern (31. Dezember 2024) und einer Fläche von 490 km² innerhalb des Žilinský kraj. Im Uhrzeigersinn grenzt er an die folgenden Okresy: Námestovo im Norden, Tvrdošín im Osten, Liptovský Mikuláš im Südosten, Ružomberok im Süden, Martin im Südwesten, Žilina im Westen und Čadca im Nordwesten, alle im Žilinský kraj.

## Geographie und Verkehr
Der Okres gehört zur traditionellen Landschaft Orava (deutsch Arwa) und ist um etwa 130 km² kleiner als ein „durchschnittlicher“ Okres. Er erstreckt sich am Unterlauf des Flusses Orava, der im äußersten Südwesten in die Waag mündet. Der Fluss hat eine durchschnittliche Abflussmenge von 34,5 m³/s bei Dierová; der längste Zufluss ist die 21 km lange Zázrivá, die in Párnica in die Orava mündet. Das Tal wird von zahlreichen Gebirgen umgeben, wie Oravská Magura im Norden, Skorušinské vrchy im Osten, Chočské vrchy im Süden und Große und Kleine Fatra im Westen. Alle diese Gebirgen sind ein Teil der
Äußeren Westkarpaten. Insgesamt hat der Okres in der niedrig gelegenen Teilen den Charakter eines Berglands, in oberen Teilen eines Hochlands. Zu den höchsten Erhebungen gehört der Veľký Choč (1611 m n.m.) in den Chočské vrchy und der Minčol (1394 m n.m.) in der Oravská Magura. Der niedrigste Punkt (435 m n.m.) liegt in Kraľovany.
Die bedeutendsten Straßen sind die Staatsstraße 59 (E 77), die von Ružomberok quer durch Dolný Kubín und weiter nach Polen via Tvrdošín verläuft, sowie die Staatsstraße 70 die Verbindung nach Westen darstellt, wo sie in Kraľovany in die West-Ost-Staatsstraße 18 (E 50) mündet. Das Netz wird von der Staatsstraße 78, einer Verbindung von Oravský Podzámok nach Námestovo und weiter nach Polen, sowie der Landesstraße 583, die nach Zázrivá und weiter nach Žilina führt, ergänzt. Aus dem hochrangigen Straßennetz ist bisher ein Teilstück der Schnellstraße R3 um Oravský Podzámok fertiggestellt worden. Durch den Okres verläuft die eingleisige Bahnstrecke Kraľovany–Suchá Hora, die dem Verlauf der Orava folgt, mit Bahnhöfen in Párnica, Dolný Kubín, Medzibrodie nad Oravou und Oravský Podzámok. In Kraľovany besteht Anschluss an die elektrifizierte und zweigleisige Bahnstrecke Žilina–Košice.

## Historische administrative Einheiten
Historisch gesehen liegt der Bezirk fast vollständig im ehemaligen Komitat Arwa; ein kleiner Teil im äußersten Südwesten am Ufer der Waag (Umland von Kraľovany) gehört zum ehemaligen Komitat Liptau (siehe auch Liste der historischen Komitate Ungarns). Dort gab es einen Stuhlbezirk namens Alsókubin, allerdings ohne Umland von Oravský Podzámok, der ein eigenständiger Stuhlbezirk war. Ein Okres namens Dolný Kubín wurde 1923 geschaffen und war mit Ausnahme der Gemeinde Valaská Dubová mit dem heutigen identisch. Dieser gehörte 1923–28 zur Verwaltungseinheit Považská župa (Waager Gespanschaft) sowie 1928–39 zum Slowakischen Land. In der Zeit der Ersten Slowakischen Republik war der Okres Teil der Tatranská župa (Tatraer Gespanschaft). In der Verwaltungsgliederung der wiederhergestellten Tschechoslowakei gehörte er zunächst 1949–60 zum Žilinský kraj (mit dem heutigen nicht zu verwechseln), nun ohne die Gemeinde Valaská Dubová. Schließlich war er in den Jahren 1960–90 Teil des vergrößerten Okres Dolný Kubín, innerhalb des Stredoslovenský kraj (Mittelslowakischer Landschaftsverband), der faktisch den slowakischen Teil der historischen Landschaft Orava umfasste. Der heutige Okres wurde in der nunmehr unabhängigen Slowakei 1996 im Rahmen der neuen Verwaltungsgliederung gebildet und dem Žilinský kraj zugeordnet.

## Bevölkerung
| Jahr                | 1994   | 2004    | 2014    | 2024    |
| ------------------- | ------ | ------- | ------- | ------- |
| Anzahl der Personen | 38.497 | 39.458  | 39.469  | 38.726  |
| Unterschied         |        | +2,49 % | +0,02 % | −1,88 % |

| Jahr                | 2023   | 2024    |
| ------------------- | ------ | ------- |
| Anzahl der Personen | 38.734 | 38.726  |
| Unterschied         |        | −0,02 % |

Auch von Bevölkerung her ist der Okres im Vergleich mit dem slowakischen Durchschnitt dünner besiedelt. Die einzige Stadt ist Dolný Kubín (17.540 Einwohner) und mit Zázrivá (2459 Einwohner) gibt es nur eine Gemeinde über 2.000 Einwohner.

## Städte
- Dolný Kubín (Unterkubin)

## Gemeinden
| - Bziny - Dlhá nad Oravou - Horná Lehota - Chlebnice - Istebné - Jasenová - Kraľovany - Krivá | - Leštiny - Malatiná - Medzibrodie nad Oravou - Oravská Poruba - Oravský Podzámok (Unterschloss) - Osádka - Párnica - Pokryváč | - Pribiš - Pucov - Sedliacka Dubová - Veličná - Vyšný Kubín (Oberkubin) - Zázrivá - Žaškov |

Das Bezirksamt befindet sich in Dolný Kubín.

## Kultur
In dem Artikel Denkmalgeschützte Objekte im Okres Dolný Kubín findet man Informationen über die vom slowakischen Denkmalamt geschützten Objekte im Okres.